# Ronnie Laws
Ronald Wayne Laws (Houston, 3 oktober 1950) is een Amerikaanse jazzmuzikant (saxofoon, fluit), componist en muziekproducent.

## Biografie
Laws is afkomstig uit een muzikale familie en is een broer van Hubert Laws. Tijdens de highschool formeerde hij zijn eerste band The Lightmen. Na zijn bezoek aan het college verhuisde hij naar Los Angeles, waar hij in 1970 lid werd van Earth, Wind & Fire en betrokken was bij hun album Last Days In Time. Hij speelde met Walter Bishop jr., zijn broer en organist Doug Cann en hij nam op met Hugh Masekela.
In 1975 nam hij, met steun van Wayne Henderson en Donald Byrd, zijn eerste eigen album Pressure Sensitive op, dat een van de klassiekers van de smooth jazz is en het instrumentale nummer Always There bevat, dat werd opgenomen door Willie Bobo, Side Effect, Jeff Lorber, Wood Brass & Steel, Incognito en James Taylor. Op zijn verdere albums maakte hij deels trips in de wereld van de popmuziek en de rhythm-and-blues. Tijdens de jaren 1990 nam hij ook tributealbums op voor Eddie Harris en The Isley Brothers.
Laws is ook betrokken bij opnamen van Alphonse Mouzon (The Sky Is the Limit, Early Spring), Ramsey Lewis (Tequila Mockingbird), Arthur Adams (Home Brew), Howard Hewett (This Time), Jeff Lorber, Sister Sledge (Once in Your Life) en David Sea. Hij produceerde ook zijn zusters, de zangeressen Eloise und Debra Laws.

## Discografie
- 1975: Pressure Sensitive (Blue Note Records)
- 1976: Fever
- 1977: Friends and Strangers
- 1978: Flame (United Artists Records)
- 1980: Every Generation
- 2009: Voices In The Water